# Accentramento amministrativo
L'accentramento amministrativo è un modello di organizzazione  pubblica amministrazione opposto al decentramento amministrativo.

## Caratteristiche
Il fenomeno consiste nell'accentramento dei poteri in un unico gruppo di entità governative ed amministrative, connesse tra loro e situate nella capitale. Il controllo di tutti gli aspetti della gestione dello Stato avviene così dalla città sede del governo, annullando quasi completamente l'autonomia delle zone periferiche. Si contrappone perciò all'autonomismo.

## Esempi storici
Nella penisola italiana subito dopo l'unità d'Italia, i primi governi del regno optarono per una piemontesizzazione del paese, estendendo a tutta la penisola lo Statuto Albertino e la legislazione piemontese, introducendo la figura dei prefetti su tutto il territorio e servendosi di personale sabaudo da inserire in tutte le istituzioni nazionali.